# Чикиликуатре, Родольфо
Родольфо Чикиликуатре (исп. Rodolfo Chikilicuatre, род. (по легенде) в 1970, Буэнос-Айрес) — вымышленный комедийный персонаж, сценический псевдоним испанского комика Давида Фернандеса Ортиса (исп. David Fernández Ortiz, род. 24 июня 1970, в Игуаладе). Персонаж был придуман Давидом ещё в период выступлений в телевизионном шоу «Buenafuente». Наибольшую известность юморист получил после участия на конкурсе песни Евровидение 2008. Исполненная им песня «Baila el chiki-chiki» победила на испанском национальном отборочном конкурсе, получив 56,28 % голосов телезрителей. Песня является пародией на композиции в стиле реггетон, с примесью шуток с политическими отсылками. В финале Евровидения Родольфо Чикиликуатре получил 55 очков и занял шестнадцатое место (вместе с албанской певицей Олтой Бокой). В Испании и Греции одноимённый сингл исполнителя стал платиновым.